# Priya Anjali Rai

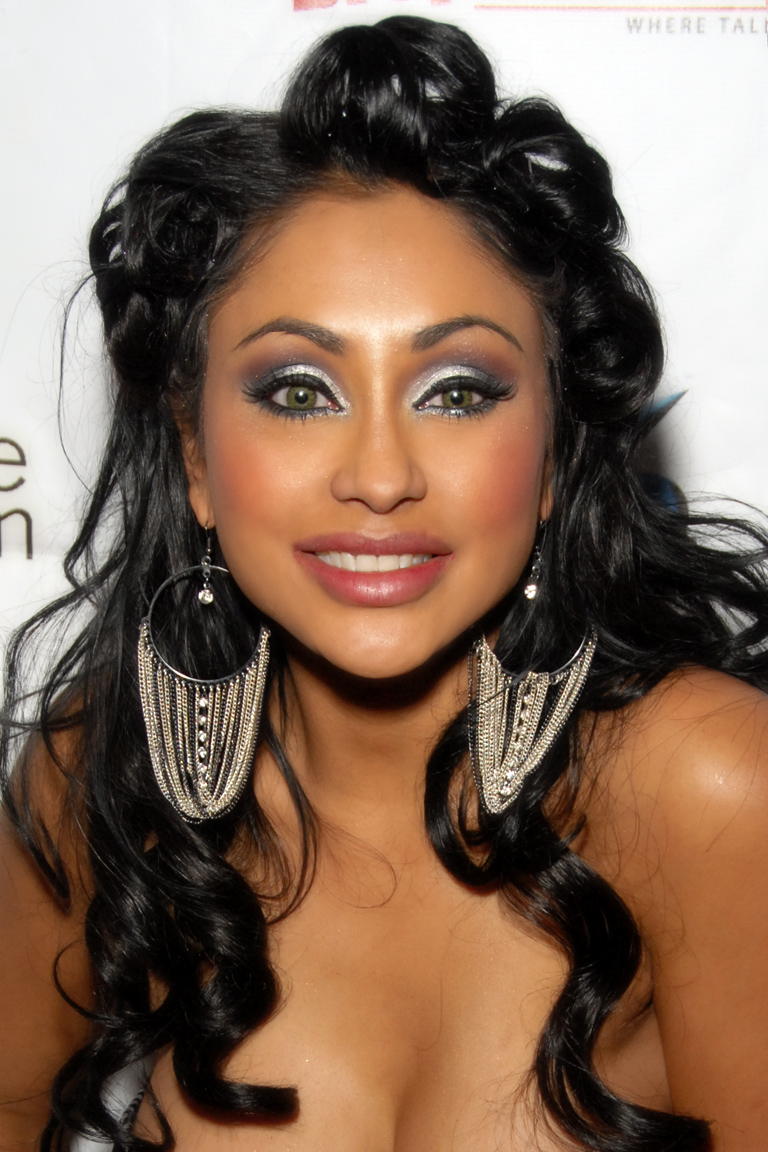
Priya Anjali Rai, 2009

Priya Anjali Rai, auch Priya Rai (* 25. Dezember 1977 in Neu-Delhi, Indien), ist eine ehemalige US-amerikanische Pornodarstellerin und Filmschauspielerin indischer Herkunft.

## Leben und Wirken

### Herkunft und Ausbildung
Rai wurde in Neu-Delhi geboren und wurde im Alter von zwei Jahren von einem US-amerikanischen Ehepaar adoptiert. Sie wuchs in Minneapolis in Minnesota auf und studierte Marketing an der Arizona State University.

### Berufliche Laufbahn
Rai, die 1,60 Meter groß ist und 50 kg wiegt, arbeitete als Mode- und Bademodenmodel, bevor sie in die Sexindustrie wechselte. Rai war zwölf Jahre lang als Stripperin tätig, bevor sie in einem pornografischen Film auftrat. Ihren ersten Film drehte sie 2007 im Alter von 29 Jahren. Rai ist unter anderem für ihre Darstellungen einer MILF oder Cougar sehr bekannt. Im Juni 2013 erklärte sie ihren Rückzug aus der Pornofilmindustrie, um sich auf ihren Hauptberuf und ihr Privatleben zu konzentrieren. Sie spielte die Rolle der Isis im Horrorfilm Isis Rising: Curse Of The Lady Mummy.
Sie war gegen Measure B, ein Gesetz, das Pornodarsteller dazu verpflichtet, Kondome in Los Angeles während der Dreharbeiten zu tragen.

### Privates
Rai lebt in Phoenix (Arizona). Im Juni 2013 gab sie die Verlobung mit einem Unternehmer bekannt, welcher nicht in der Pornoindustrie arbeitet.

## Filmauswahl
- 2020: Sex Pot Confessions
- 2019: Stacked Sexual Urges 1, 2
- 2019: BBC Supreme 5
- 2019: Pussy Cravings Vol. 5
- 2019: Big Tit Lesbian Lovers 2
- 2019: Stack Slut Supreme 3
- 2019: Busty Lesbian Antics
- 2019: Pornstar Solos 8
- 2018: Dirty Nurse Fantasies
- 2016: Busty Brunette MILFS
- 2016: MILF Soup 43
- 2015: Barbarella: An Axel Braun Parody
- 2013: Seduced By a Cougar Vol. 27
- 2013: Pornstars Like It Big Vol. 17
- 2013: Pure MILF 2
- 2013: Big Tits at Work Vol. 18
- 2013: Dirty Masseur 3
- 2012: Black Owned 4
- 2012: Big Tits at School Vol. 15
- 2012: Classic TV Superfuckers
- 2012: A MILF's Tale 3
- 2012: Breast Worship 4
- 2012: Day With A Pornstar Vol. 3
- 2012: Priya Anjali Rai
- 2011: Oil Overload #5
- 2011: Cruel Media Conquers Los Angeles
- 2011: Real Wife Stories Vol. 11
- 2011: Housewife's Hunt For Cunt Vol. 1
- 2011: Big Tits in Sports Vol. 6
- 2010: Bra Busters
- 2010: Real Wife Stories Vol. 7
- 2010: Big Tits at School Vol. 9
- 2010: This Ain't Hawaii Five-O XXX
- 2010: Intimate Touch 3
- 2009: Fishnets 10
- 2009: Entourage: A XXX Parody
- 2009: Wet Juicy Juggs 2
- 2009: Porn Star Brides Vol. 3
- 2009: Big Wet Tits 8
- 2009: Doctor Adventures Vol. 6
- 2009: MILFs Like It Big Vol. 4
- 2009: Tormented
- 2008: The Cougar Hunter
- 2008: Busty Housewives
- 2008: Mommy Got Boobs Vol. 2
- 2007: Cheerleaders
- 2007: Priya Rai's Stocking Tease
- 2000: Titty Sweat

## Nominierungen und Auszeichnungen
| Jahr | Auszeichnung     | Ergebnis  | Award | Arbeit             |
| ---- | ---------------- | --------- | --- | ------------------ |
| 2009 | AVN Award        | Gewonnen  | Best All-Girl Group Sex Scene (with Jesse Jane, Shay Jordan, Stoya, Adrianna Lynn, Brianna Love, Lexxi Tyler, Memphis Monroe & Sophia Santi) | Cheerleaders       |
| 2009 | AVN Award        | Nominiert | Best New Starlet | nicht angegeben    |
| 2010 | AVN Award        | Nominiert | Best New Web Starlet | nicht angegeben    |
| 2010 | AVN Award        | Nominiert | Best Threeway Sex Scene (with Marco Banderas & John West)                                                                                    | Tormented          |
| 2010 | XBIZ Award       | Nominiert | Porn Star Website of the Year | nicht angegeben    |
| 2011 | NightMoves Award | Gewonnen  | Best MILF (Editor’s Choice) | nicht angegeben    |
| 2011 | XBIZ Award       | Nominiert | MILF Site of the Year | PriyaAnjaliRai.com |
| 2012 | NightMoves Award | Nominiert | Best Boobs | nicht angegeben    |
| 2012 | XBIZ Award       | Nominiert | MILF Performer of the Year | nicht angegeben    |
| 2013 | XBIZ Award       | Nominiert | MILF Performer of the Year | nicht angegeben    |
| 2014 | XBIZ Award       | Nominiert | Crossover Star of the Year | nicht angegeben    |